# شعب البير (المسيمير)

تعديل مصدري - تعديل

شعب البير هي إحدى قرى عزلة المسيمير بمديرية المسيمير التابعة لمحافظة لحج، بلغ تعداد سكانها 54 نسمة حسب تعداد اليمن لعام 2004.